# Rezoluția 732 a Consiliului de Securitate al ONU
Rezoluția 732 a Consiliului de Securitate al Organizației Națiunilor Unite, adoptată fără vot la 23 ianuarie 1992, după examinarea cererii de aderare a Republicii Kazahstan și cercetarea raportului întocmit de Comitetul pentru admiterea de noi membri, a recomandat Adunării Generale admiterea Kazahstanului ca stat membru al Organizației Națiunilor Unite.

## Efect
Adunarea Generală a admis Kazahstanul ca stat membru al Organizației Națiunilor Unite la 2 martie 1992.